# Pourly
Der Pourly ist ein französischer Rohmilchkäse aus Ziegenmilch. Er wird im Burgund auf den Kalksteinplateaus hergestellt. Es ist ein ausgesprochen milder und leichter Ziegenkäse mit graublauer Rinde, der meist zwischen zwei und vier Wochen reift. Er kann aber auch schon nach einer Reifezeit von nur fünf Tagen gegessen werden.
Pourly ist ein Saisonkäse. Er kommt nur vom Frühjahr bis in den Herbst in den Handel. Der Fettgehalt beträgt 45 % der Trockenmasse. Die Käselaibe  haben am Boden einen Durchmesser und laufen leicht konisch zu. Ein Käse wiegt etwa 250 bis 300 Gramm.